# Kačjinové
Kačjinové (též: Ťingpchové, barmsky: ကချင်လူမျိုး, čínsky: 景颇族, pchin-jin: Jǐngpō zú) jsou etnickou skupinou obývající Kačjinskou pahorkatinu v Kačjinském státě na severu Myanmaru a v sousední Indii a Číně. Jejich ekonomika je založená na pašování narkotik a nefritů do Číny a Indie. 
Kačjinové jsou jednou z 56 národnostních menšin oficiálně uznávaných Čínskou lidovou republikou, kde jejich počet dosáhl 132 143 během sčítání v roce 2000. Další oblastí, kde Kačjinové žijí, je indický stát Arunáčalpradéš, který je předmětem územního sporu mezi Indií a Čínou. Zde bývají nazýváni Singpho.
Předkové Kačjinů přišli do oblasti v 15. století z Tibetské náhorní plošiny. Tradiční náboženství bylo založeno na kultu předka jménem Madai. Převládajícím vyznáním v 21. století je křesťanství, zvláště baptismus. Kačjinové se zabývají převážně zemědělstvím a uměleckými řemesly. Žijí ve vysokých oválných domech z bambusu. Typickým jídlem je rýže vařená v bambusovém stonku.
Kačjinové usilují o nezávislost na Myanmaru, v roce 1961 byla vytvořena Kačjinská osvobozenecká armáda. Násilnosti zesílily v roce 2011 v souvislosti s čínským plánem na výstavbu přehrad na horním toku řeky Iravádí.